# W. P. Kinsella
W. P. Kinsella, all'anagrafe William Patrick Kinsella (Edmonton, 25 maggio 1935 – Hope, 16 settembre 2016), è stato uno scrittore e anglista canadese.
I suoi lavori, caratterizzati dal realismo magico, trattano soprattutto di baseball e dei popoli delle Prime nazioni. Dal suo romanzo più famoso, Shoeless Joe (1982), è stato tratto il film L'uomo dei sogni (Field of Dreams) (1989).

## Biografia
Nato a Edmonton da genitori di origini irlandesi, per i primi dieci anni visse in una fattoria, venendo istruito dalla madre tramite corsi per corrispondenza, dichiarò in seguito che già a cinque anni sapeva leggere e scrivere correttamente. Solo dopo il trasferimento della famiglia a Edmonton, poté frequentare regolarmente la scuola, aumentando le sue conoscenze con la lettura e assistendo a tutti gli spettacoli teatrali a cui poteva recarsi. Da adulto, cambiò diversi lavori, tra cui, dopo essersi trasferito a Victoria, il tassista e il pizzaiolo in una propria pizzeria, prima di decidere di darsi definitivamente alla scrittura (già a quattordici anni aveva vinto un premio indetto dalla YMCA), iscrivendosi all'Università di Victoria nel 1970, ottenendo un Bachelor of Arts in scrittura creativa e in seguito un Master universitario in lingua inglese all'Università dell'Iowa a Iowa City nel 1978. Prima di divenire uno scrittore affermato, fu professore di lingua inglese presso l'Università di Calgary.
I suoi primi lavori come scrittore furono dedicati ai nativi americani, che aveva conosciuto durante la sua infanzia, trattando gli argomenti da loro punto di vista. Il suo primo libro pubblicato fu Dance Me Outside del 1977, una raccolta di diciassette racconti narrati da un giovane indiano Cree, seguito dal similare The Fencepost Chronicles, in cui i bianchi vengono visti come ottusi oppressori, scherniti e ridicolizzati dai nativi, cosa che detto seguito a polemiche, in quanto venne accusato di appropriarsi di tradizioni e voci altrui, critiche che lo scrittore rifiutò, asserendo che un autore può scrivere tutto ciò che la sua fantasia gli suggerisce. Durante la sua permanenza a Iowa City ebbe l'idea per un racconto, che poi ampliò nel primo dei suoi tre romanzi, e oltre quaranta racconti, sul baseball, sua grande passione, e che divenne il suo lavoro più famoso, Shoeless Joe, del 1982. Nel romanzo compare, come uno dei personaggi principali, J. D. Salinger, che Kinsella ammise di non aver mai incontrato, ma di ammirare molto, da quando aveva letto Il giovane Holden, e che si era preparato leggendo tutti i suoi scritti per farne un personaggio credibile ed evitare possibili complicazioni legali. Per il protagonista del libro, scelse il nome di Ray Kinsella, che Salinger aveva usato nel suo racconto A Young Girl in 1941 with No Waist at All del 1947, e che portava il suo stesso cognome.
Il libro ebbe buon riscontro di vendite e di critiche, vincendo anche il premio Books in Canada First Novel Award, e ne venne tratto nel 1989 il fortunato film L'uomo dei sogni, che fece decollare la carriera di Kevin Costner. Il titolo scelto per la versione originale in inglese è Field of Dreams, simile al titolo pensato originariamente da Kinsella per il suo libro, ma che era stato poi cambiato dall'editore. Per evitare problemi legali, Salinger venne sostituito da un fittizio scrittore afroamericano, impersonato da James Earl Jones. Il seguente romanzo sul baseball, sempre ambientato in Iowa, fu The Iowa Baseball Confederacy, del 1986.
Altri adattamenti dei suoi scritti sono stati il film canadese Dance Me Outside del 1994, tratto, non fedelmente, dagli otto libri di racconti sulla vita dei nativi americani, a cui ha fatto seguito la serie televisiva The Rez, entrambi poco apprezzati dall'autore, e il cortometraggio Lieberman in Love, vincitore nel 1996 del premio Oscar al miglior cortometraggio, tratto dal suo racconto omonimo, senza che ne fosse stato preventivamente avvertito, né citato nei titoli, per cui i produttori pubblicarono in seguito un'intera pagina di scuse sulla rivista Variety.
Nel 1997 ebbe un incidente stradale, venendo investito da un'auto, che gli causò gravi problemi neurologici, i quali ne interruppero la carriera di scrittore per circa quattordici anni. In questo periodo, si trasferì con la quarta moglie nella cittadina di Yale, nella Columbia Britannica, scrivendo recensioni letterarie e articoli di giornale e diventando campione di Scrabble. Nel 2011 dette infine alle stampe l'ultimo dei suoi sette romanzi, Butterfly Winter, ancora un romanzo fantastico sul baseball, che riprende il titolo di un suo racconto pubblicato nel libro Red Wolf, Red Wolf del 1988.
Kinsella venne insignito della laurea honoris causa dall'Università di Victoria nel 1991, dell'onorificenza di Ufficiale dell'Ordine del Canada nel 1993 e dell'Ordine della Columbia Britannica nel 2005.
Malato da anni, Kinsella scelse di morire tramite eutanasia il 16 settembre 2016.

## Opere

### Romanzi
- Shoeless Joe (1982)
- The Iowa Baseball Confederacy (1986)
- Box Socials (1991)
- The Winter Helen Dropped By (1994)
- If Wishes Were Horses (1996)
- Magic Time (pubblicato nel 1998, ma scritto prima dell'incidente)[1]
- Butterfly Winter (2011)

### Racconti e raccolte di racconti
- Dance Me Outside (1977)
- Scars (1978)
- Shoeless Joe Jackson Comes To Iowa (1980)
- Born Indian (1981)
- Moccasin Telegraph (1983)
- The Thrill of the Grass (1984)
- The Last Pennant Before Armageddon (1984)
- Five Stories (1985)
- The Alligator Report (1985)
- The Fencepost Chronicles (1986)
- Red Wolf, Red Wolf (1987)
- The Further Adventures of Slugger McBatt (1988)
- The Miss Hobbema Pageant (1989)
- The Dixon Cornbelt League and Other Baseball Stories (1993)
- Brother Frank's Gospel Hour (1994)
- The Secret of the Northern Lights (1998)
- Baseball Fantastic (2000)
- Japanese Baseball and Other Stories (2000)
- The Essential W. P. Kinsella (2015)
- Russian Dolls (2016, opera postuma)

### Raccolte di poesie
- Rainbow Warehouse (1989)